# Wilhelm Röhrl
Wilhelm Röhrl (* 4. März 1921 in München; † 14. Mai 2013 ebenda) war ein deutscher Politiker (CSU).

## Leben
Röhrl besuchte die Volksschule und das humanistische Gymnasium in München und Freising und legte 1938 sein Abitur ab. Nachdem er aktiv in der damals verbotenen katholischen Jugendbewegung mitgearbeitet hatte und im Arbeitsdienst und der Wehrpflicht tätig gewesen war, wurde er im Zweiten Weltkrieg in Frankreich, Russland und Italien eingesetzt und dabei sechsfach verwundet. Zuletzt war im Rang eines Leutnants. Nach Entlassung aus der Kriegsgefangenschaft im Jahr 1946 studierte er zunächst Philosophie und dann Nationalökonomie an der Universität München. 1950 erwarb er das Diplom-Examen zum Diplom-Volkswirt.
Bei der CSU, in die er 1946 eintrat, war Röhrl über Jahre hinweg als Geschäftsführer der CSU-Landtagsfraktion und verantwortlicher Redakteur der CSU-Correspondenz tätig. Er leitete ehrenamtlich die Geschäfte des Bezirksverbands Oberbayern. Von 1957 bis 1970 arbeitete er im Bayerischen Staatsministerium für Wirtschaft. Von 1958 bis 1978 gehörte er dem Bayerischen Landtag als direkt gewählter Abgeordneter an. Sein damaliger Stimmkreis Berchtesgaden – Reichenhall – Laufen entspricht weitestgehend dem heutigen Stimmkreis Berchtesgadener Land. 1963 schlug er vor, wegen des Mangels junger Fachkräfte Mädchen bereits ab 14 Jahren eine berufliche Tätigkeit als Kellnerin zu erlauben.
Wilhelm Röhrl wurde am 9. Juni 1969 mit dem Bayerischen Verdienstorden ausgezeichnet.